# آنا موراندی مانزولینی
آنا موراندی مانزولینی (انگلیسی: Anna Morandi Manzolini؛ ۲۱ ژانویهٔ ۱۷۱۴ – ۹ ژوئیهٔ ۱۷۷۴) یک کالبدشناس، و مجسمه‌ساز اهل ایتالیا بود.

## نگارخانه

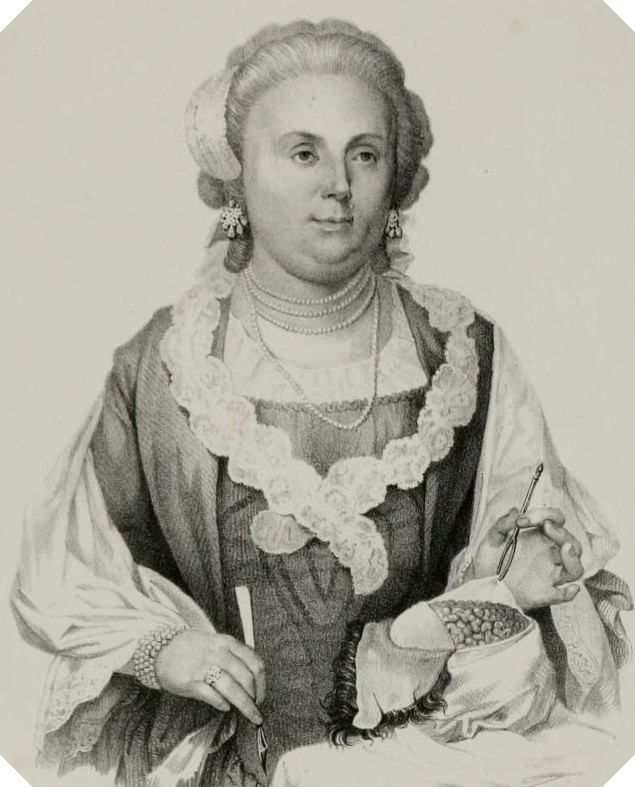
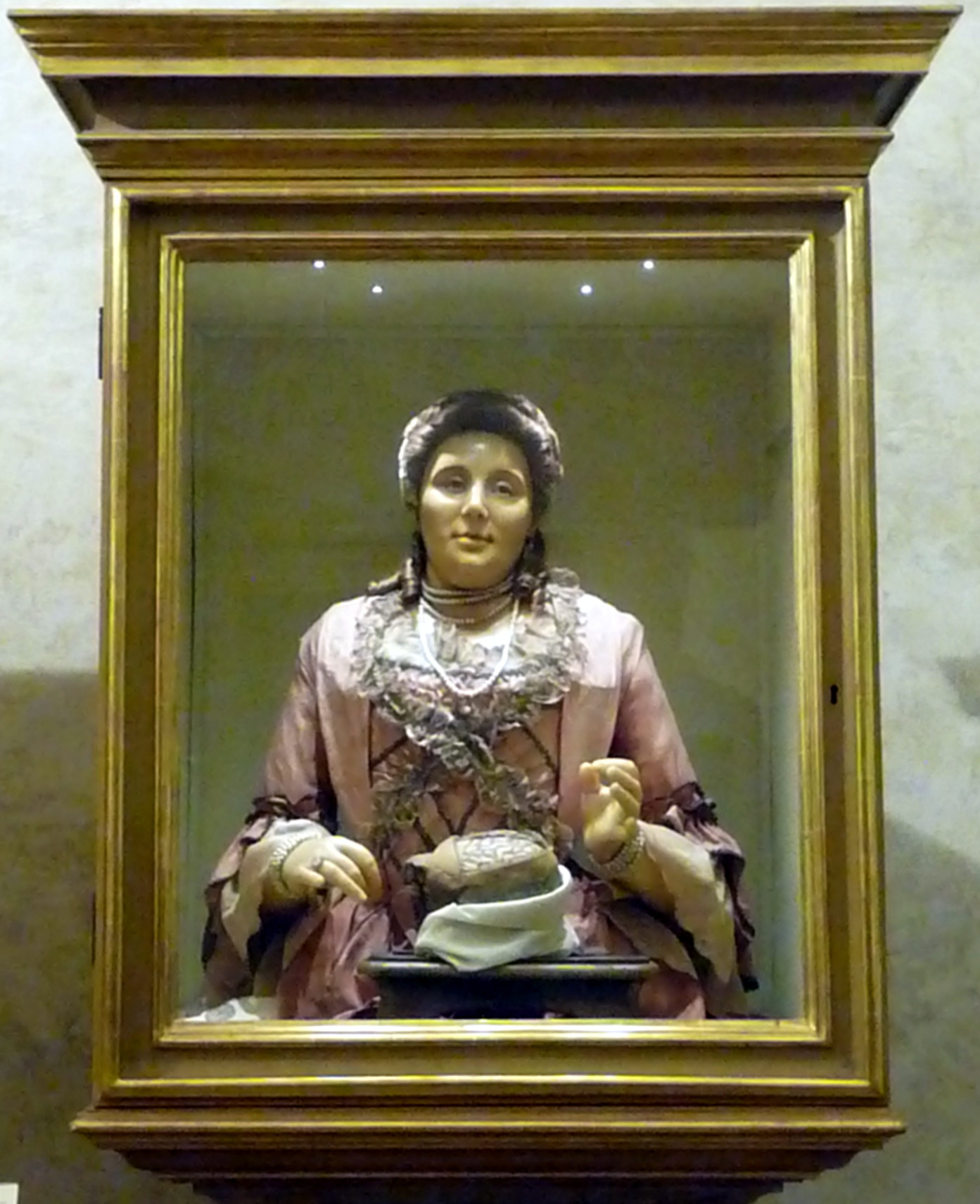
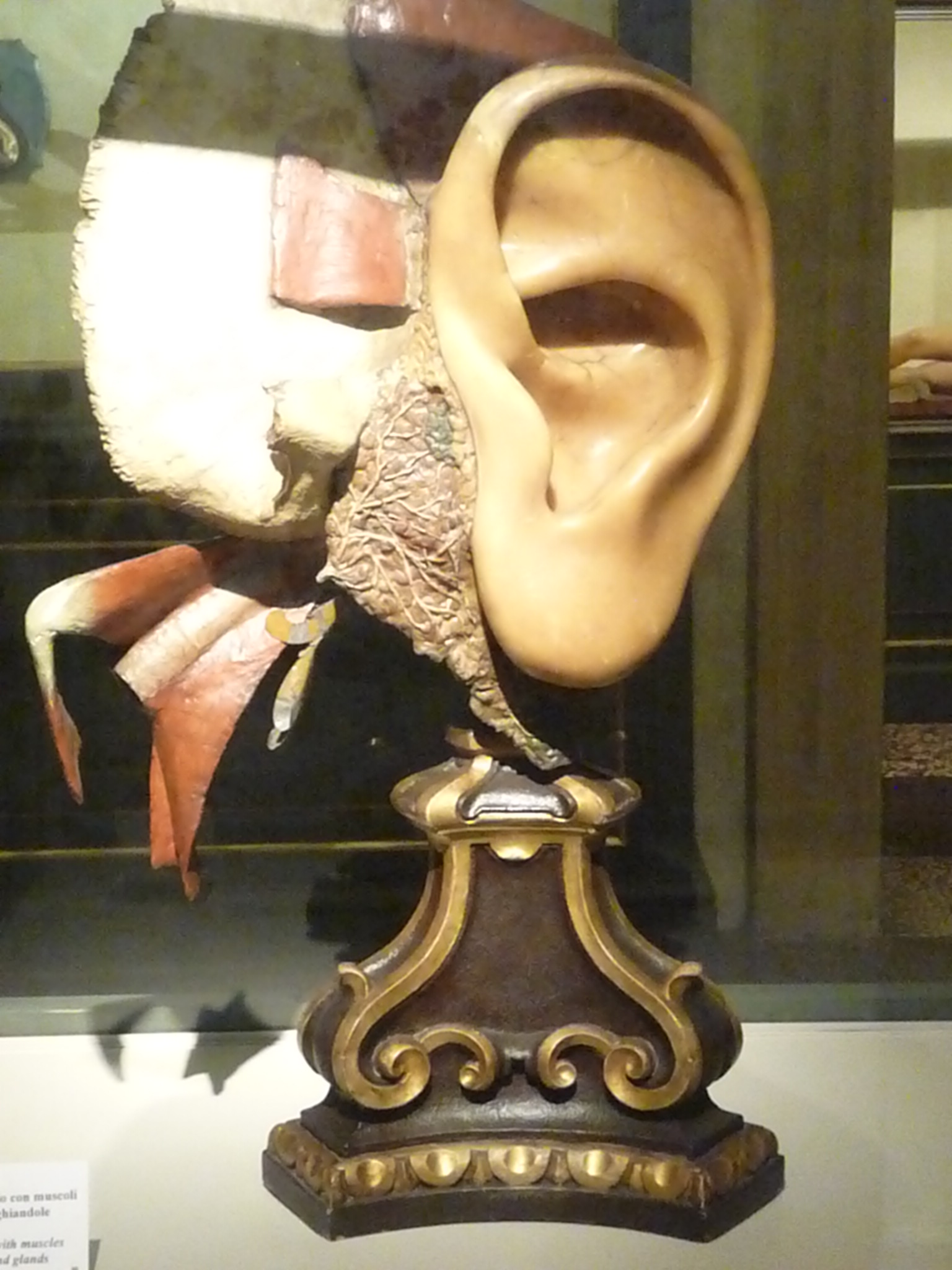
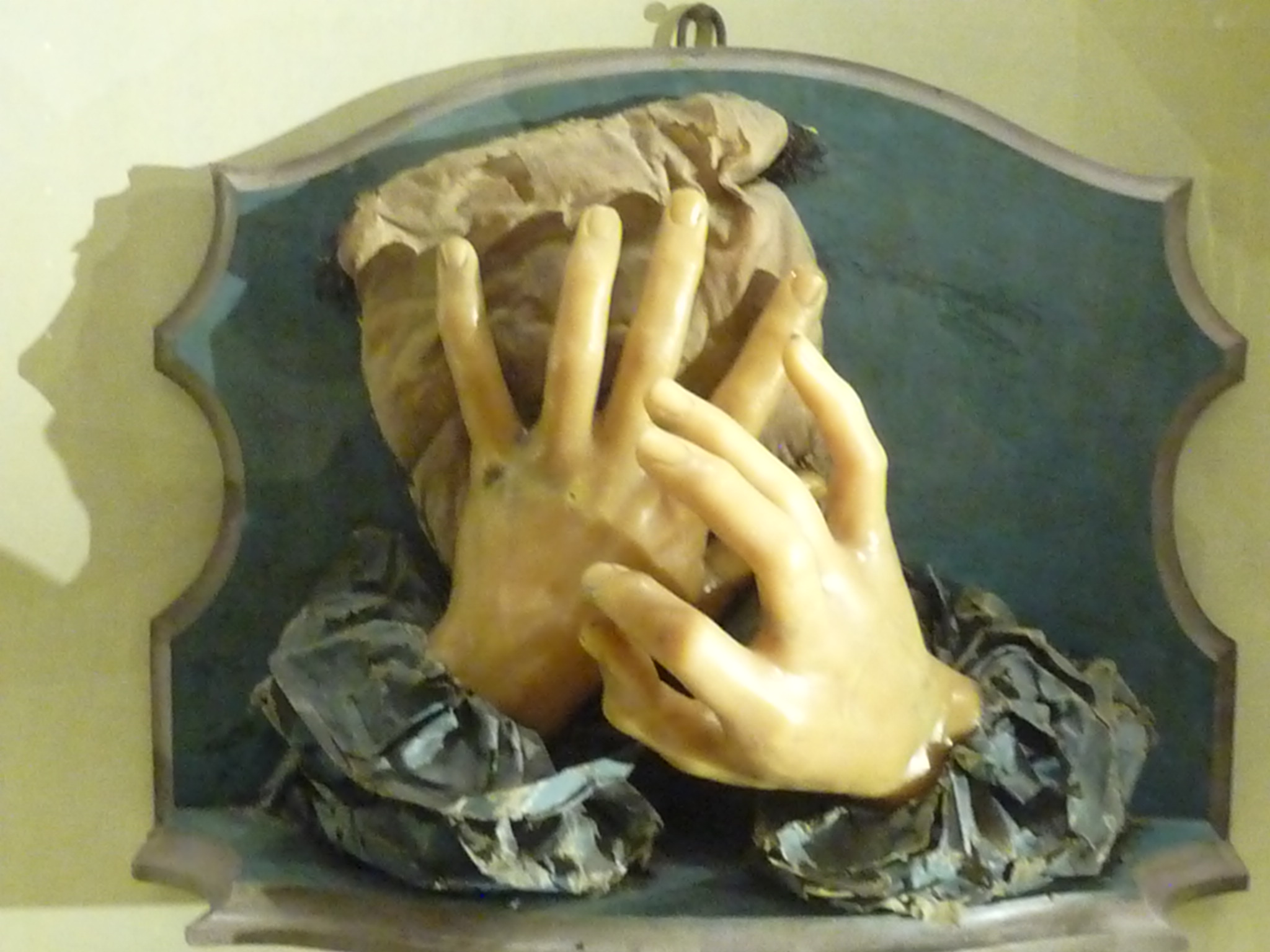